# Сафоновское сельское поселение (Кемеровская область)
Сафо́новское сельское поселение — упразднённое муниципальное образование в Прокопьевском районе Кемеровской области. Административный центр — посёлок Новосафоновский.

## История
Сафоновское сельское поселение образовано 17 декабря 2004 года в соответствии с Законом Кемеровской области № 104-ОЗ.

## География
Расположено к западу от Прокопьевска. Соединяется с ним автомобильной дорогой, которая идет по территории угольных разрезов.

## Население
| 2010  | 2011  | 2012  | 2013  | 2014  | 2015  | 2016  |
| ----- | ----- | ----- | ----- | ----- | ----- | ----- |
| 5011  | ↘4997 | ↗5016 | ↗5055 | ↗5124 | ↘5112 | ↗5204 |
| 2017  | 2018  | 2019  |       |       |       |       |
| ↗5312 | ↗5313 | ↗5337 |       |       |       |       |

## Состав сельского поселения
| №  | Населённый пункт | Тип населённого пункта          | Население |
| -- | ---------------- | ------------------------------- | --------- |
| 1  | Большой Керлегеш | посёлок                         | 1043      |
| 2  | Верх-Егос        | село                            | 1039      |
| 3  | Верх-Тереш       | посёлок                         | 10        |
| 4  | Золх             | посёлок                         | 11        |
| 5  | Кара-Чумыш       | посёлок                         | 35        |
| 6  | Красная Горка    | посёлок                         | 29        |
| 7  | Красная Поляна   | посёлок                         | 20        |
| 8  | Нижний Тереш     | посёлок                         | 17        |
| 9  | Новосафоновский  | посёлок, административный центр | 1468      |
| 10 | Новостройка      | посёлок                         | 503       |
| 11 | Свободный        | посёлок                         | 349       |
| 12 | Смышляево        | посёлок                         | 287       |
| 13 | Тайбинка         | посёлок                         | 74        |
| 14 | Томское          | село                            | 0         |
| 15 | Центральный      | посёлок                         | 108       |
| 16 | Чистугаш         | посёлок                         | 18        |